# Славянский съезд в Праге 1908 года
Славянский съезд в Праге 1908 года — конгресс, который проходил в течение пяти дней с 13 июля по 18 июля 1908 года в Праге. Главным инициатором этого съезда было движение младочехов.
Участие в нём приняли русские, польские, хорватские, галицкие, сербские, болгарские, чешские, словенские представители, суммарным количеством около 250 человек. Председателем конгресса стал Карел Крамарж.
Является IV Славянским съездом (предыдущие — 1848, 1867, 1868 гг.). Иногда называется Съездом неославистов в Праге 1908 года.

## Идеология
Конгресс был созван в целях укрепления культурного единства славян, но в реальности цели были совершенно иными: развал Австро-Венгрии и создание самостоятельных государств славян.
Также, продвигались другие идеи неославизма — совместный отпор германской и венгерской экспансии во всех сферах, защита своих национально-культурных, экономических и политических интересов.

## Достижения
Одним из самых ярких достижений конгресса можно считать то, что русские делегаты заявили о необходимости славянского единства ради равноправия всех славянских народов. В ответ на это, польские делегаты заявили о том, что польский народ признает себя частью русской государственности и считает необычайно важным обновление России.
Также, было выдвинуто предложение о создании всеславянского банка с центральным отделением в Москве. Были перечислены все преимущества государственно-таможенного объединения с Россией.